# Polzowtal Ergänzung
Polzowtal Ergänzung este o arie protejată (arie specială de conservare — SAC, sit de importanță comunitară — SCI) din Germania întinsă pe o suprafață de 4,8 ha, integral pe uscat.

## Localizare
Centrul sitului Polzowtal Ergänzung este situat la coordonatele 53°05′27″N 13°04′36″E / 53.0908°N 13.0767°E.

## Înființare
Situl Polzowtal Ergänzung a fost declarat sit de importanță comunitară în martie 2004 pentru a proteja 1 specie de animale. Situl a fost protejat și ca arie specială de conservare în decembrie 2016.

## Biodiversitate
Situată în ecoregiunea continentală, aria protejată nu include niciun habitat protejat.
La baza desemnării sitului se află o specie protejată de  nevertebrate: Osmoderma eremita.